# Jan Mikuś
Jan Mikuś (ur. 1936, zm. 2003) – polski matematyk. Absolwent Wyższej Szkoły Pedagogicznej w Opolu. Od 2000 r. profesor na Wydziale Informatyki i Zarządzania Politechniki Wrocławskiej.